# Darién-Kleinohrspitzmaus

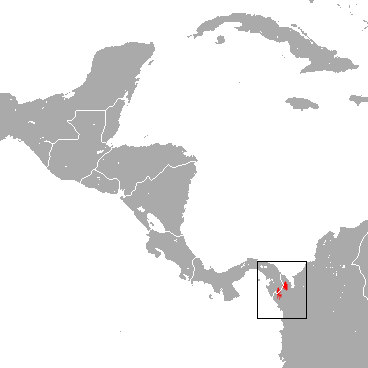
Skizze des Verbreitungsgebiets

Die Darién-Kleinohrspitzmaus (Cryptotis merus) ist ein im Grenzgebiet zwischen Panama und Kolumbien verbreitetes Säugetier in der Gattung der Kleinohrspitzmäuse. Die Art ist eng mit der Schwarzen Kleinohrspitzmaus (Cryptotis nigrescens) verwandt. Da der Gattungsname männlich ist, ist die Schreibweise mera für den Artzusatz nicht mehr gültig.

## Merkmale
Die Spitzmaus ist ohne Schwanz 67 bis 73 mm lang, die Schwanzlänge liegt bei 24 bis 31 mm und die Länge der Hinterfüße beträgt 11 bis 13 mm. Äußere Ohren sind nicht vorhanden. Die Haare des Fells sind am Hinterteil mit 4 mm am längsten. Oberseits ist schwarzbraunes Fell vorhanden und unterseits ist das Fell wie Holzkohle gefärbt. Bei Untersuchungen im Feld können keine Verwechslungen auftreten, da im Gebiet keine anderen Spitzmäuse leben.

## Verbreitung und Lebensweise
Die Art lebt im Hochland bei 1400 bis 1500 Meter Höhe im Nationalpark Darién und in angrenzenden Regionen. Sie hält sich in feuchten Bergwäldern auf und versteckt sich oft unter Holzklötzen oder unter überhängenden Ufern von Bächen, die mit Farn bewachsen sind.

## Gefährdung
Der Bestand ist durch Waldrodungen und durch in nahen Plantagen genutzte Pestizide gefährdet. Alle Reviere zusammen decken ein etwa 2500 km² großes Gebiet ab. Die IUCN listet die Darién-Kleinohrspitzmaus als stark gefährdet (endangered).